# Experteninterview
Das Experteninterview ist eine  Erhebungsmethode, die, wenn sie im wissenschaftlichen Kontext angewendet wird, zu den qualitativen Methoden der Sozialforschung zählt. Diese Methode zielt in ihrer einfachsten Form auf Expertenwissen. Diese Wissensform ist an seine Träger, die Experten, gebunden. Bei Experteninterviews handelt es sich um eine besondere Form des Leitfadeninterviews. Das Experteninterview kann darüber hinaus neben journalistischen Interviews, politischen Hearings und juristischen Zeugenbefragungen auch zu den sogenannten informatorischen Interviews gerechnet werden. Experteninterviews zählen zu den in der empirischen Sozialforschung mit am häufigsten eingesetzten Verfahren, auch wenn sie in der methodologischen und methodischen Debatte eher randständig behandelt werden und der Begriff selbst in hohem Maße unpräzise ist.